# Kniset Nakhleh
Kniset Nakhleh (tiếng Ả Rập: كنيسة نخلة) là một ngôi làng Syria nằm ở Jisr al-Shughur Nahiyah ở huyện Jisr al-Shughur, Idlib. Theo Cục Thống kê Trung ương Syria (CBS), Kniset Nakhleh có dân số 1675 người trong cuộc điều tra dân số năm 2004.